# Rietschen
Rietschen (hornolužickosrbsky Rěčicy) je obec v Horní Lužici v německé spolkové zemi Sasko. Nachází se v zemském okrese Zhořelec a má přibližně 2 500 obyvatel. Leží v severní části okresu, 30 km severně od Zhořelce a prochází jí železniční trať Chotěbuz–Görlitz.

## Historie
První zmínka o obci pochází z roku 1362.

## Památky a zajímavosti
- Erlichthof – muzeum a informační kancelář „Wolfsregion Lausitz“ (Vlčí region Lužice)